# Enrico Zuddas
Enrico Zuddas (Dolianova, 18 agosto 1911 – Roma, 9 giugno 1944) è stato un carabiniere italiano, insignito di medaglia d'oro al valor militare alla memoria.

## Biografia
Nacque in Dolianova, una piccola cittadina del Cagliaritano. A diciannove anni si arruolò volontario nell'Arma dei Carabinieri. In qualità di Carabiniere a cavallo fu impiegato nella Legione di Cagliari, dove per un fatto di coraggio avvenuto nel 1931, durante un intervento contro un folle che era intento ad uccidere i suoi famigliari, per le sue azioni fu decorato di Medaglia di Bronzo al Valor Militare. Abilitato istruttore di equitazione, rientra alla Legione Allievi nel 1933, che lascerà nel 1937 per frequentare il corso per sottufficiali. Rientrato vice brigadiere nel 1938 alla Legione Allievi, vi rimane fino all'armistizio dell'8 settembre 1943.
All'atto dell'armistizio di Cassibile entrò nel Fronte clandestino di resistenza dei carabinieri, dove si impegnò subito in azioni particolarmente rischiose contro i tedeschi. Pochi giorni prima della liberazione della Capitale, il 29 maggio in piazza della Libertà, egli (che aveva il compito di scortare, con i carabinieri di Villanova Monteleone Salvatore Meloni ed Antonio Piras, il generale di brigata del genio Angelo Odone, capo di stato maggiore del Fronte della resistenza), accortosi tempestivamente che due agenti della polizia nazifascista stavano per catturare l'ufficiale, sparò loro contro alcuni colpi di pistola ferendoli mortalmente; fu, a sua volta, gravemente ferito unitamente al carabiniere Meloni, che morì sul posto.
Trasportato all'ospedale Santo Spirito di Roma, nonostante le cure ricevute il brigadiere spirò il 9 giugno. Poco dopo questo tragico fatto di sangue, gli Alleati sarebbero entrati a Roma, liberandola.

## Riconoscimenti
- La città di Roma ha intitolato una strada al valoroso brigadiere.
- Dolianova, sua città natale, ha intitolato una scuola media al suo nome.
- La caserma di Cagliari sede del Comando legione carabinieri Sardegna è intitolata a lui.[2]
- La sezione di Sinnai (Cagliari) dell'Associazione Nazionale Carabinieri porta il suo nome.
- Alla sua memoria è stato intitolato il 38º corso A. S. (allievi sottufficiali) dell'Arma dei Carabinieri (biennio 1985-1987).
- Alla sua memoria è stato anche intitolato il 169º corso carabinieri ausiliari (1992).
- Alla sua memoria è stato anche intitolato il 10º corso (allievi Vice Brig.) Benevento (2011).